# ぴぴたん
ぴぴたんとは、山形県のTBS系列局・テレビユー山形（TUY）のマスコットキャラクター。

## 概要
TUYでは、2002年 - 2005年の間、マスコットキャラクターとして、キャプテントライとサボテンチューイというキャラクターを使用していた。キャプテントライは西暦2222年のTUY報道部キャップ、サボテンチューイはそのアシスタントという設定であった。
これは山形県内の局では、初めてさくらんぼテレビジョンが「ハート」（SAYランドの仲間たちのうちの一匹）を誕生させたのを機に、山形放送が「ぷにゅん」を発表。さらに山形テレビが「みるるん＠（あっと）」を誕生。それに続く山形県内では最後発のキャラクターである。
2005年からはTUYのCI導入により、2代目のぴぴたんに変更。キャッチフレーズは、『きになっちゃう。』を採用している。
2018年より、ぴぴたんの新しい仲間が登場。ただし現段階では名前が決まってないので、当面は、一般募集で名前を決める。

## 特徴
- 容姿は黄色く尻尾の先には緑色のものが付いている。
- 面白いことや新しいことが大好きで尻尾でデジタル波をキャッチすることができる。
- のんびりやでほのぼのとした性格。